# Micromenia subrubra
Micromenia subrubra is een Solenogastressoort uit de familie van de Dondersiidae. De wetenschappelijke naam van de soort is voor het eerst geldig gepubliceerd in 2003 door Salvini-Plawen.